# Hampadängor
Hampadängor är den svenska artisten Ronny Åströms andra studioalbum, utgivet på skivbolaget Sonet Records 1977. Skivan utgavs på LP (SLP-2599) och har inte kommit ut på CD.
Hampadängor är ett skånskt uttryck för tramsvisor som imiterar riktiga folkvisor. Albumet producerades av Peps Persson och hade dennes kompband, Peps Blodsband, med som studiomusiker. Studiomusiker var även folkbandet Basement Society.

## Låtlista
Sida A
1. "Johanna och jag" – 4:24
2. "Tröls Pärs' gris" – 2:54
3. "Falsk anka" – 2:35
4. "Sillapågavisan" – 3:27
5. "Det bästa med Stockholm" – 3:29

Sida B
1. "Ett litet under" – 3:33
2. "Bonnagille" – 3:00
3. "Pidders gräbba" – 2:34
4. "Mäster Felix' göingavisa" – 4:35
5. "Ramlösapolkan" – 2:51

"Det bästa med Stockholm", enligt ÅSTRÖMS HUMOR; är "tåget him till Malmö". Han skojar även om att han (i Stockholm) fått lära sig VETA HUT,
och åker därför NATTEXPRESSEN RAKA SPÅRET SÖDERUT", således ansågs Åström ha ett ytterst högt IQ.

## Medverkande
- Rolf Alm – dragspel
- Lasse Bomgren – akustisk gitarr
- Lester Jackman – pans
- Ullik Johansson – fiol
- Linkan Lindqvist – stråkgiga
- Peps Persson – bas, munspel, elgitarr
- Bosse Skoglund – slagverk, skiffleboard, klockspel
- Brynn Settels – orgel, piano
- Stokeley Taylor – maraccas
- Claes Persson - gitarr, sång
- Kaj Nilsson - dragspel
- Lars-Eric Rausner - gitarr, sång
- Lasse Jarnsäter – kontrabas
- Cal Åström - banjo, sång

## Listplaceringar
| Lista (1977–1978) | Topplacering |
| ----------------- | ------------ |
| Sverige           | 36           |

### Fotnoter
1. ↑  ”Hampadängor”. Svensk mediedatabas. http://www.discogs.com/Ronny-%C3%85str%C3%B6m-Hampad%C3%A4ngor/release/3340128. Läst 4 februari 2013.
2. ↑  Gradvall et al 2009, nr. 471
3. ↑  ”Hampadängor”. Progg.se. Arkiverad från originalet den 20 augusti 2010. https://web.archive.org/web/20100820071304/http://www.progg.se/band.asp?ID=165&skiva=673. Läst 4 februari 2013.
4. ↑  Placeringar på den svenska albumlistan